# سپرماهی خالدار
سپرماهی خالدار (نام علمی: Pleuronichthys ritteri) نام یک گونه از زیرخانواده راست‌رویان است.